# Lucia Popp
Pour les articles homonymes, voir Lucia et Popp.
Lucia Popp (en slovaque, Lucia Poppová) est une soprano slovaque (naturalisée autrichienne), née le 12 novembre 1939 à Záhorská Ves (Slovaquie), morte le 16 novembre 1993 à Munich (Allemagne), remarquée pour son timbre de voix, la qualité de ses aigus, et sa maîtrise technique.

## Biographie
Née en 1939 à Záhorská Ves en République slovaque, dans une période où ce territoire était en pleine recomposition politique, elle fit ses études d'art dramatique à Bratislava. Ses débuts sur scène sont de 1963, toujours à Bratislava, puis elle fut engagée à l'Opéra d'État de Vienne auquel elle est restée fidèle jusqu'à son décès. 
Débutant magnifiquement dans des rôles de soprano colorature, sa carrière continua dans un registre de soprano lyrique léger puis de soprano lyrique. « Mademoiselle, vous êtes un phénomène ! », se serait s'exclamée la grande Elisabeth Schwarzkopf à son attention. 
Elle a épousé le chef d'orchestre György Fischer (en), puis en secondes noces Peter Jonas, directeur de l'English National Opera, et enfin le ténor Peter Seiffert en 1986.
Elle est morte le 16 novembre 1993 à Munich (Allemagne) à l'âge de cinquante-quatre ans d'une tumeur au cerveau.

## Répertoire
Lucia Popp a marqué le rôle de la Reine de la Nuit, de La Flûte enchantée de Mozart, dans la légendaire version de 1963 dirigée par Otto Klemperer. Cette version fait encore aujourd'hui figure de référence pour son incroyable densité de talents dans la distribution des rôles féminins et masculins, à tel point que l'évocation de cet enregistrement renvoie à un âge d'or aujourd'hui disparu.
Elle a été remarquée pour son  timbre de voix, rond, chaleureux, ses aigus lumineux ainsi que sa technique exceptionnelle. Interprète parmi les plus marquantes dans la période après la Seconde Guerre mondiale, elle se produisit sur les plus grandes scènes du monde, chantant notamment à Salzbourg, Munich et Londres.
Ses interprétations des rôles de Mozart et de Richard Strauss sont restées légendaires.
Outre le rôle de la Reine de la nuit et de Pamina dans La Flûte enchantée de Mozart, elle excella dans Susanna et la Comtesse (Les Noces de Figaro). Elle s'illustra également dans les rôles de Despina (Così fan tutte), ou d'Eva (Les Maîtres Chanteurs de Nuremberg de Wagner), dans la Sophie du Chevalier à la rose de Richard Strauss et celui de la Maréchale dans lequel elle triompha sur la scène de l'Opéra de Munich sous la direction de Wolfgang Sawallisch en 1987, ou encore dans Les Joyeuses Commères de Windsor d'Otto Nicolai et Carmina Burana de Carl Orff. 
Elle reste l'une des interprètes de référence des Quatre derniers Lieder de Strauss, notamment dans la version dirigée par Klaus Tennstedt.
Enfin, elle ne manqua pas de marquer de son empreinte l'opérette viennoise — très appréciée outre-Rhin — comme pour Adele et Rosalinde de La Chauve-Souris de Johann Strauss fils.